# Cervantes (Australien)
Cervantes ist ein Ort im australischen Bundesstaat Western Australia und liegt ca. 220 Kilometer nördlich von Perth am Indischen Ozean. Der einstige Fischerort mit 527 Einwohnern (2016) ist heute ein Touristenzentrum als Ausgangspunkt zum 16 Kilometer südlich gelegenen Nambung-Nationalpark, dessen Hauptattraktion die Pinnacles sind.

## Geschichte
Der Ort wurde 1962 im Zuge des expandierenden Felsenhummer-Fangs gegründet, ist also recht jung. Er erhielt seinen historisierenden Namen von einem am 29. Juni 1844 an einer nahen Insel gesunkenen US-amerikanischen Walfang-Zweimaster, welcher nach Miguel de Cervantes benannt war.
In Anlehnung an diese Reminiszenz sind alle Straßennamen nach spanischen Örtlichkeiten benannt (Sevilla, Aragón, Cádiz, Valencia). Eine spanische Bevölkerung hat es hier jedoch nie gegeben.
Im 21. Jahrhundert hat der Tourismus den Fischfang als Haupterwerbsquelle abgelöst.

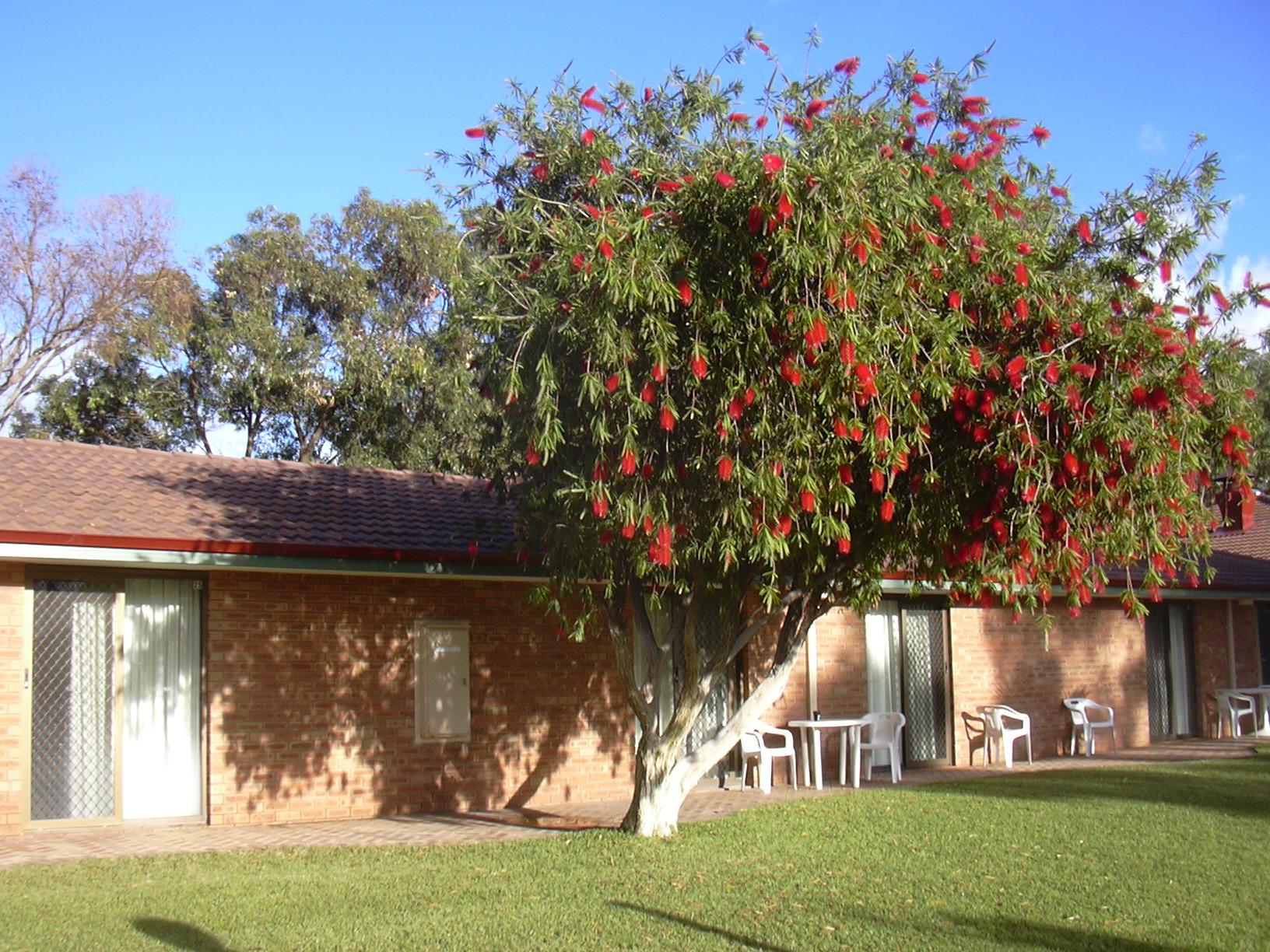
Ferienanlage in Cervantes mit Zylinderputzer-Baum (Callistemon)

## Infrastruktur
Die wenigen Gebäude verteilen sich entlang der Durchgangsstraßen auf ca. zehn Quadratkilometer Fläche. Ein Ortskern ist nicht vorhanden.
Zwischen die Wohneinheiten mischen sich ein Motel mit Restaurant, Ferienwohnungen, Backpacker-Unterkunft, Tankstelle mit Imbiss, Ausflugs-Veranstalter, Info-Center, Campingplatz und Golfplatz.
Die Streusiedlung erstreckt sich bis zum Meer mit kleiner Hafenanlage und Fischverarbeitungsfabrik.

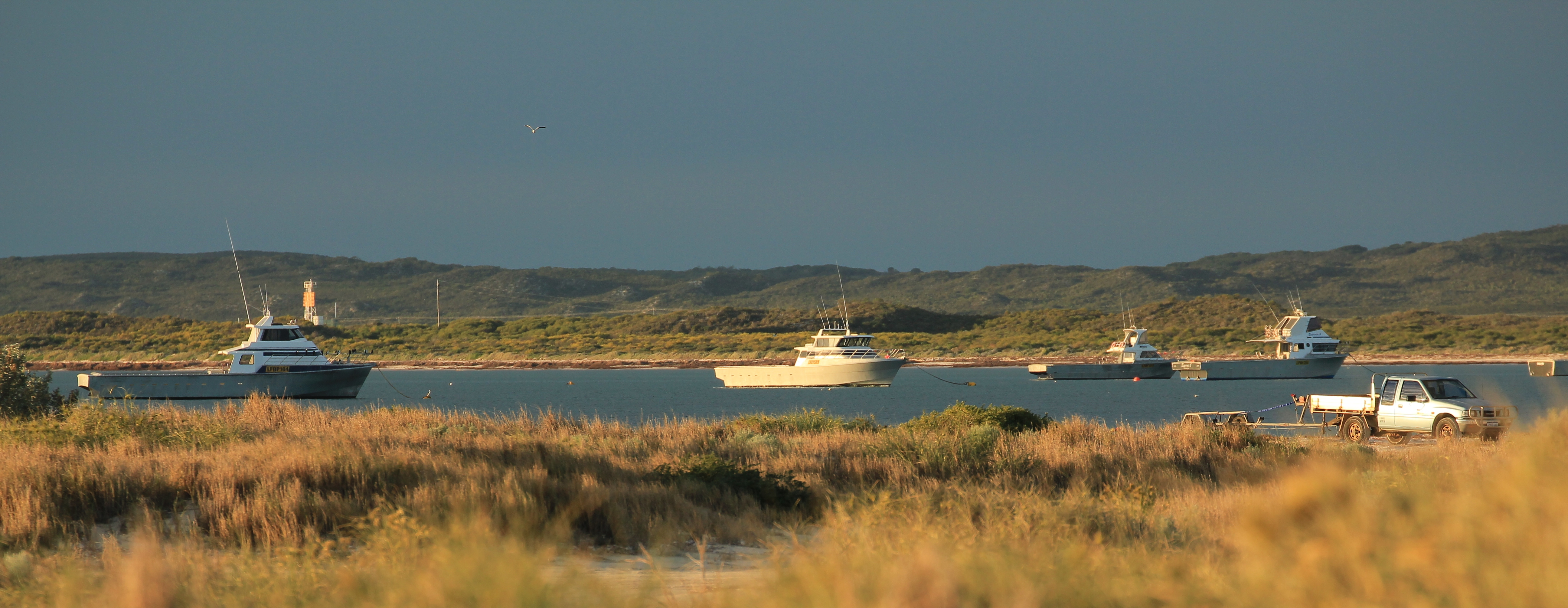
Boote bei Cervantes

## Ziele in der Umgebung

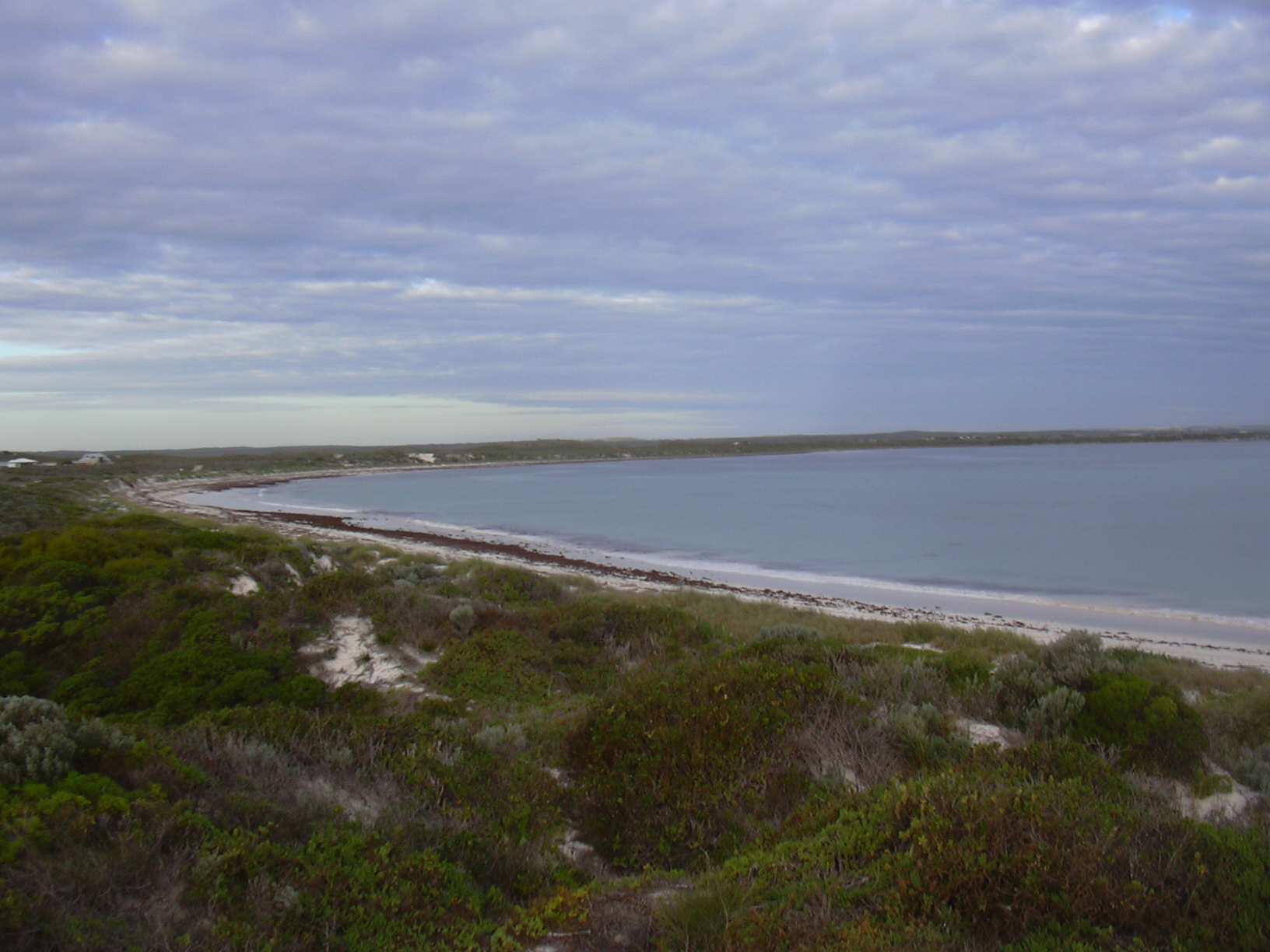
Die Hanson Bay südlich von Cervantes am Thirsty Point

Erstrangiges Exkursionsziel ist der nahe Nambung-Nationalpark mit den Pinnacles. Ferner besuchen Touristen die Landzunge Thirsty Point, die einen Aussichtspunkt über die Hanson Bay und einen Picknickplatz bietet, sowie den Lake Thetis, einen über eine ca. 1 km lange Piste erreichbaren See mit einer kleinen Stromatolithen-Kolonie, die mit 1.200 Jahren noch relativ „jung“ ist.